# Kollumerland en Nieuwkruisland

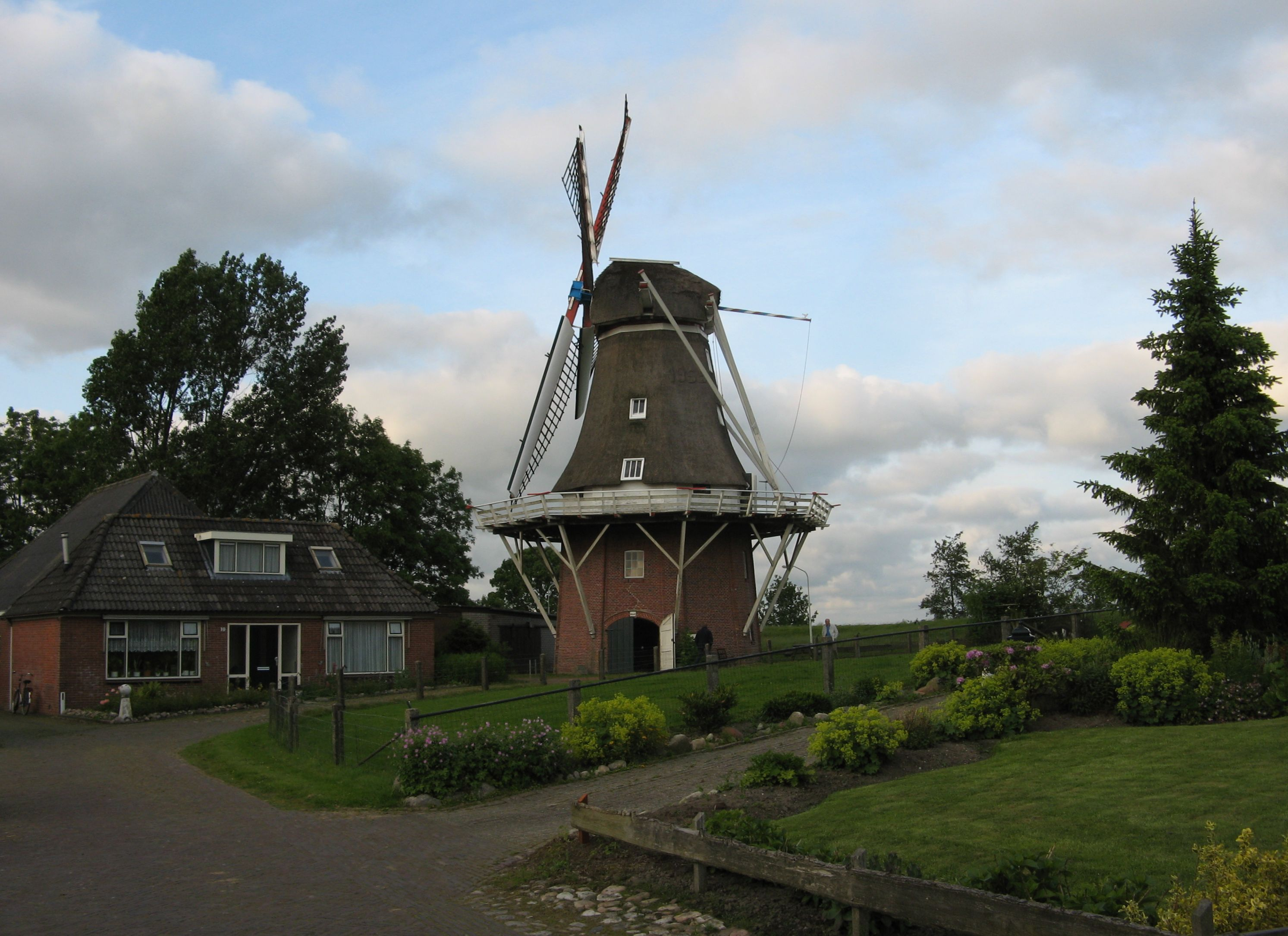
Väderkvarnen Rust Roest.

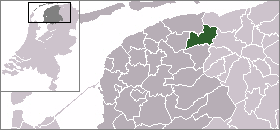
Kollumerland en Nieuwkruislands läge

Kollumerland en Nieuwkruisland (fy. Kollumerlân) är en historisk kommun i provinsen Friesland i Nederländerna. Kommunens totala area är 116,33 km² (där 6,44 km² är vatten) och invånarantalet är på 13 128 invånare (2005).